# Bitva u Hattínu
Bitva u Hattínu mezi křižáckým Jeruzalémským královstvím a sultánem Saladinem se odehrála v sobotu 4. července 1187 pod horou Hattínské rohy a skončila drtivou porážkou křižáků. Bitva byla rozhodujícím střetem ve vleklém konfliktu mezi křižáky a Saladinem a na jejím výsledku záviselo přežití křižáckých států v Levantě, z nichž se války účastnilo Jeruzalémské království a jeho vazal Tripolské hrabství, zatímco druhý vazalský stát, Antiochijské knížectví, vyhlásilo neutralitu (přesto se tažení zúčastnilo několik desítek rytířů).
Jeruzalémský král Guy de Lusignan vytáhl do boje s největší a nejdražší armádou, jakou se kdy křižákům v Palestině podařilo sestavit. Po krátkém tažení pouštní krajinou nedaleko Genezaretského jezera se křižáci nechali bez zásob vody obklíčit na kopci se dvěma vrcholy, zvaném Hattínské rohy. Druhého dne ráno se vyčerpaní křižáci pokusili o průlom z obklíčení, podařilo se to však jen zlomku z nich. Zbytek jeruzalémského vojska zůstal uvězněn na kopci a byl postupně decimován, až dokud muslimové nezajali samotného jeruzalémského krále. Bitva tak skončila zdrcující porážkou křižáků a znamenala obrat ve vývoji křižáckých států.
Saladin poté zaútočil na zbytek království a muslimové tak od křižáků získali zpět téměř celé území Palestiny včetně Jeruzaléma. Z držav Jeruzalémského království se udržel jen přístav Tyros a několik hradů. Evropa na vojenskou katastrofu reagovala vyhlášením třetí křížové výpravy.

## Politické pozadí

### Saladinův vzestup

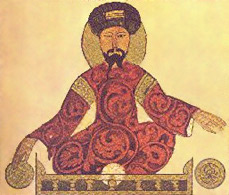
Perská miniatura z arabského kodexu pocházející z konce 12. století zobrazující údajně Saladina

Na jaře roku 1174 zemřel mocný damašský sultán Núr ad-Dín a na jeho místo nastoupil jeho jedenáctiletý syn as-Sálih – Zbožný král. Téměř okamžitě muslimští emírové v Damašku začali mezi sebou bojovat o regentství za mladého sultána a Núr ad-Dínův vazal v Egyptě, Saladin, se osamostatnil a politická nestabilita v Sýrii dala průchod jeho ambicím. Ještě téhož roku Saladin obsadil Damašek, odkud před ním as-Sálih i jeho zástupci uprchli. V Aleppu a Mosulu se však udrželi zengíovští vládci podporovaní jeruzalémskými křižáky, kteří si velmi dobře uvědomovali Saladinovu hrozbu. Roku 1175 Saladin dosáhl uznání bagdádského chalífy, který mu přiznal titul sultána Egypta a Sýrie. O rok později Saladin vytáhl na Aleppo, ale díky podpoře křižáků mu město dokázalo odolat. Zengíovci z Aleppa a Mosulu v letech 1177–1179 nadále Saladina ohrožovali, ale nakonec v boji s ním podlehli. Roku 1183 padlo do rukou Saladina Aleppo a roku 1185 i Mosul. Muslimové na Předním východě tak poprvé stáli proti křižáckým státům sjednocení pod jedním panovníkem.

### Vývoj Jeruzalémského království
11. července 1174, několik měsíců po smrti Núr ad-Dínově, zemřel jeruzalémský král Amaury I. Necelý týden po Amauryho smrti byl králem korunován jeho třináctiletý syn Balduin IV., který byl kromě nezletilosti také malomocný. Regentství za mladého krále se ujal hrabě z Tripolisu Raimond.
Raimond z Tripolisu byl vůdcem dvorské skupiny, která byla tvořena starou domácí šlechtou. Byli to baroni, kteří ve Svaté zemi žili již po tři generace (od dobytí Palestiny první křížovou výpravou), vlastnili zde veliká panství a orientovali se v blízkovýchodní politice. Ti zastávali vstřícnější postoje jak vůči muslimským sousedům, tak vůči Byzantské říši, a byli podporováni ze strany italských obchodníků usazených v palestinských přístavních městech a rytířským řádem johanitů. V opozici vůči nim byli šlechtici, kteří se v Jeruzalémském království nenarodili, ale přišli sem z Evropy. Ti chtěli bránit svatá místa a získat svou vlastní půdu, vůči muslimům tak vedli agresivní a dobyvačnou politiku. Jejich názory zastávali také templáři a mladší členové místní šlechty, kteří nevlastnili žádnou půdu. Napětí mezi těmito dvěma skupinami po smrti krále Amauryho vyeskalovalo v otevřené nepřátelství.
Roku 1176 se král Balduin IV. chopil samostatně moci. Nejprve se, navzdory své nemoci, pokusil vládnout pouze s pomocí rádců, Milese z Plancy a Raimonda III., bez oficiálního regenta. Téhož roku Zengíovci, z vděčnosti za pomoc při obraně Aleppa před Saladinem, propustili své křesťanské zajatce. Mezi nimi byl i Renaud de Châtillon, bývalý kníže z Antiochie, který posledních šestnáct let strávil jako vězeň v Aleppu. Protože jeho manželka, kněžna Konstancie zemřela a knížectví zatím uchopil její syn Bohemund III., Renaud se již do Antiochie nevrátil. Za manželku dostal vdovu po Milesu z Plancy Stefanii, která obviňovala Raimonda III. z Milesovy smrti a Renauda proti němu štvala. V srpnu 1176 utrpěl byzantský císař Manuel tvrdou porážku u Myriokefala. Saladin toho hodlal využít a na podzim roku 1177 vytáhl se svou armádou k Askalonu. Balduin IV. ho však u Montgisardu porazil a Saladin v bitvě málem padl. O dva roky později však Saladin křižáky v bitvě u Mardž Ajjún porazil a roku 1180 bylo sjednáno dvouleté příměří.

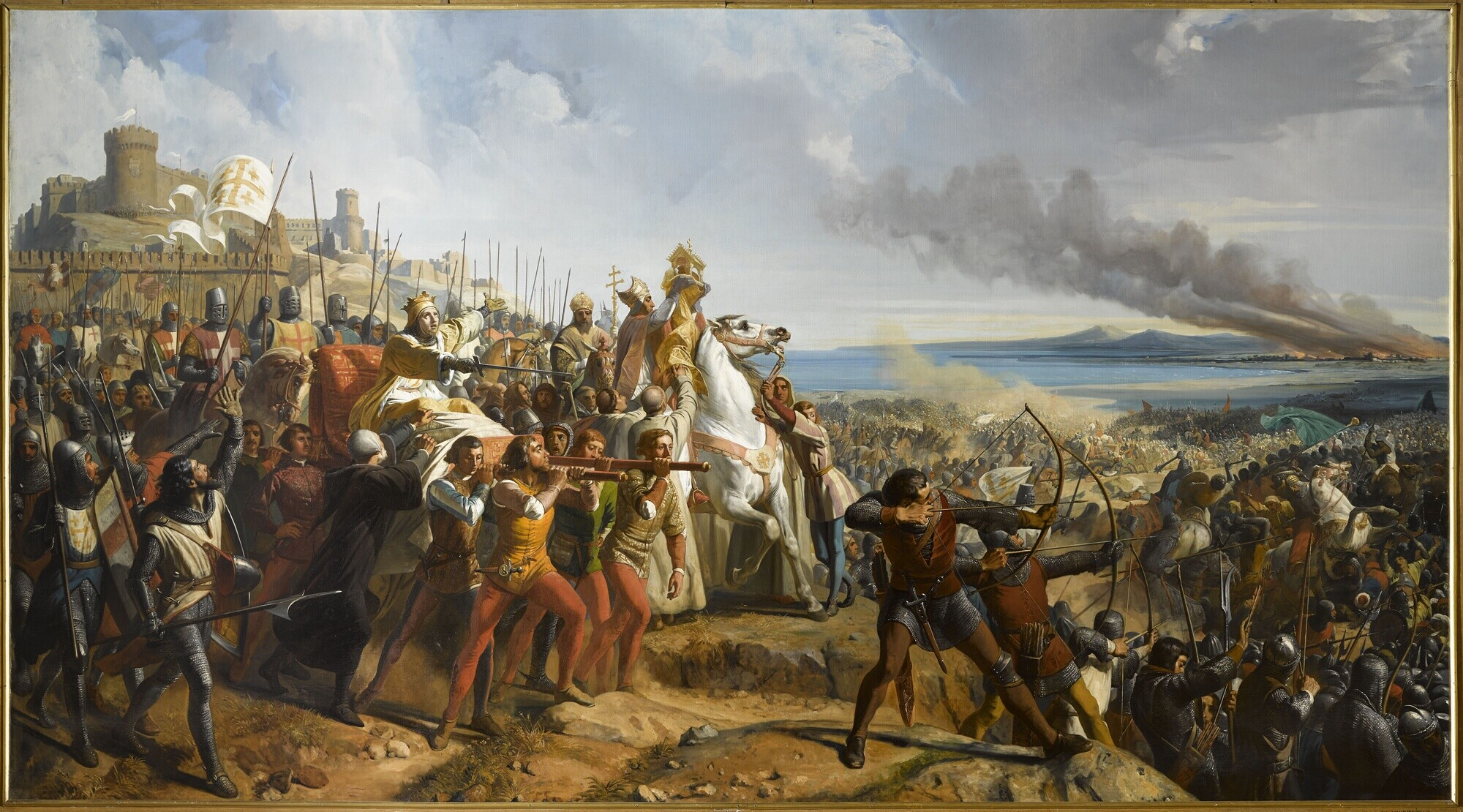
Charles Philippe Larivière: Bitva u Montgisardu

Roku 1180 si jeruzalémská princezna Sibylla vzala francouzského rytíře a hraběte z Jaffy a Askalonu Guye de Lusignan. Guy byl přívržencem výbojné politiky a díky němu tato skupina posílila své pozice u jeruzalémského dvora. Ti také téhož roku dosadili do funkce jeruzalémského patriarchy spřízněného arcibiskupa Caesarey Heraklia, zatímco skupina domácích baronů prosazovala Viléma, arcibiskupa z Tyru. Renaud de Châtillon zatím ze svého nového panství v Zajordánsku začal pořádat loupeživé nájezdy proti bohatým karavanám arabských obchodníků a přepadat lodě v Rudém moři. Vrcholem všeho byla Renaudovo vylodění v Arábii a jeho pokus o ovládnutí nejsvatějšího místa všech muslimů – Mekky, za což mu Saladin přísahal smrt. Roku 1183 oblehl hrad Kerak, domovskou pevnost Renauda de Châtillon. Až vojsko krále Balduina IV. ho donutilo ustoupit, a ani na podzim roku 1184, kdy se Saladin ke Keraku vrátil, ho nedokázal dobýt.
Roku 1185 zemřel král Balduin IV. a na trůn nastoupil jeho pětiletý synovec Balduin V. a Raimond III. jako regent. Raimond uzavřel se Saladinem příměří na čtyři roky. Jenže už následujícího roku jeruzalémský král Balduin V. zemřel a na trůn dosedl manžel Balduinovy matky Sibylly Guy de Lusignan. S Guyovým nástupnictvím nicméně ne všichni jeruzalémští baroni souhlasili, zejména skupina kolem Raimonda z Tripolisu. Guy se u svého dvora obklopil společností Renauda de Châtillon a dalších šlechticů, kteří mu byli názorově podobní. Raimond z Tripolisu a ostatní původní baroni tak ztratili vliv na vládu. Renaud de Châtillon znovu napadl jednu z arabských karavan a zajatce odvlekl do Keraku. Saladin požadoval omluvu a vrácení zajatců. Král Guy však Renauda nedokázal k vydání zajatců přimět a Saladin se rozhodl pro válku.

## Předvečer bitvy

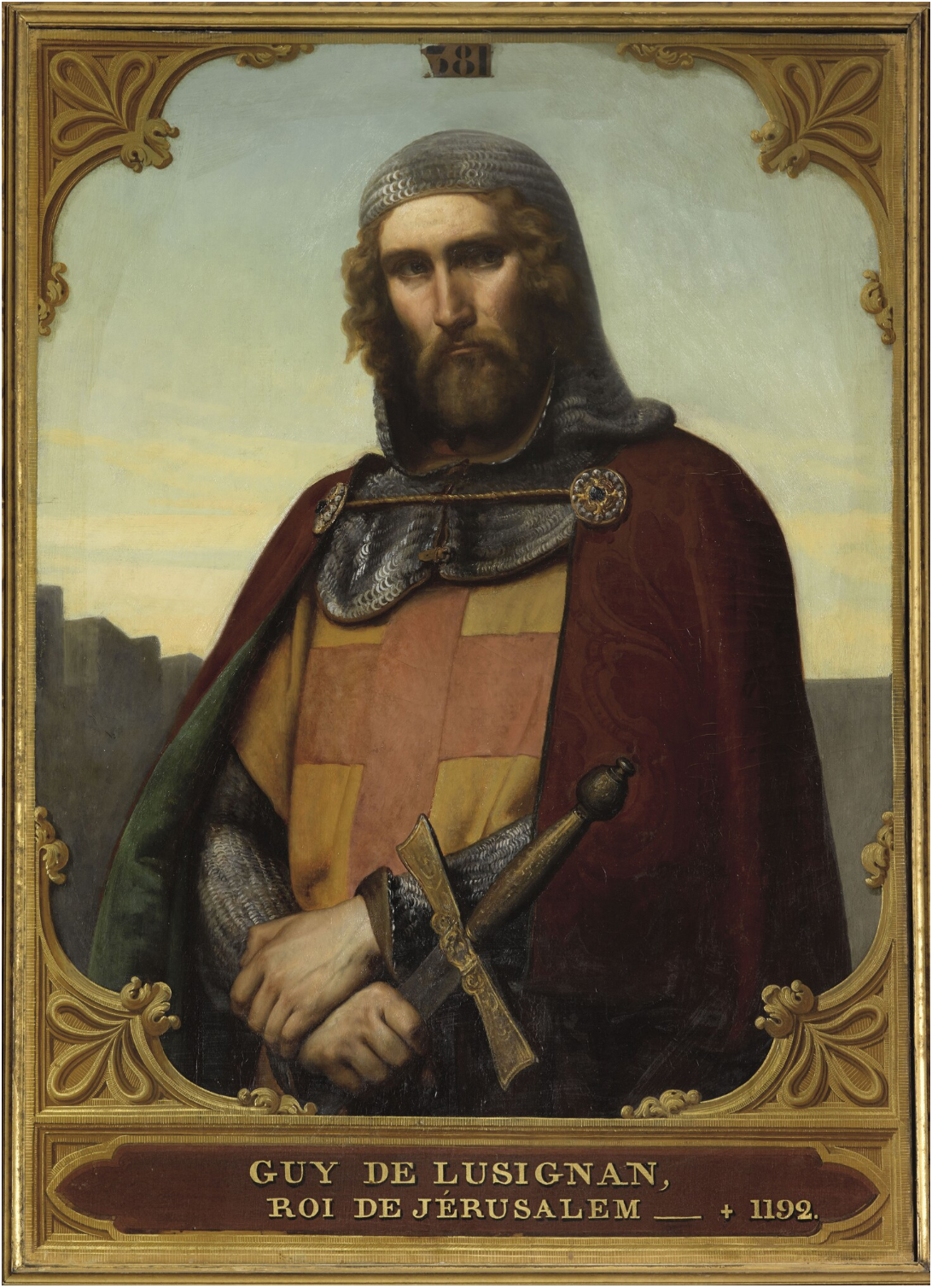
François-Edouard Picot: Guy de Lusignan, král Jeruzaléma
(Salles des Croisades, Versailles)

Raimond z Tripolisu a kníže Bohemund z Antiochie byli pobouřeni Renaudovým činem a odmítli mít s novou válkou se Saladinem cokoliv společného. Rytíři, kteří odmítli přísahat věrnost Guyovi, odešli do Antiochie, včetně mocného barona Balduina z Ibelinu. Raimond se pokusil na vlastní pěst vyjednat příměří se Saladinem, s nímž měl dobré vztahy. Guy Raimondovo jednání považoval za zradu a začal sbírat vojsko proti pevnosti Tiberias u Genezaretského jezera, která patřila Raimondovi. Raimond proto požádal o pomoc Saladina, aby Tiberiadu ochránil. Ten souhlasil a do Tiberiady vyslal své jednotky, které Guye donutily upustit od útoku na město. Koncem dubna 1187 Saladin Raimonda požádal o povolení provést průzkumnou jízdu kolem Genezaretského jezera. Raimondovi nezbylo než souhlasit a 1. května z Tiberiady vyrazilo 7000 Saladinových jezdců. V té době na nedalekém templářském hradu La Fève (arabsky al-Fule) pobýval sám velmistr řádu templářů Gérard de Ridefort a jeho host, velmistr johanitů Roger de Moulins. Těm se průzkumná jízda muslimů rychle donesla. Gérard se rozhodl muslimy odrazit a pro svůj záměr získal i váhavou podporu velmistra Rogera des Moulins. Za večer se jim tak podařilo postavit vojsko o 100 řádových – z čehož naprostá většina byli templáři, z johanitů se bitvy účastnil jen velmistr a jeho osobní stráž – a 40 světských rytířích, 400 pěšácích a přesně neznámém počtu Turkopolů. Severně od Nazaretu u Cressonských pramenů křižáci muslimy napadli. Mamlúcká jízda měla obrovskou přesilu a křižáci byli během chvíle téměř do jednoho pobiti. Přežil jen velmistr Riderfort se dvěma templáři, kterým se podařilo dostat se do Jeruzaléma. V Jeruzalémě si Gérard stěžoval králi, že za katastrofu může Raimond, který se spolčil se Saladinem.

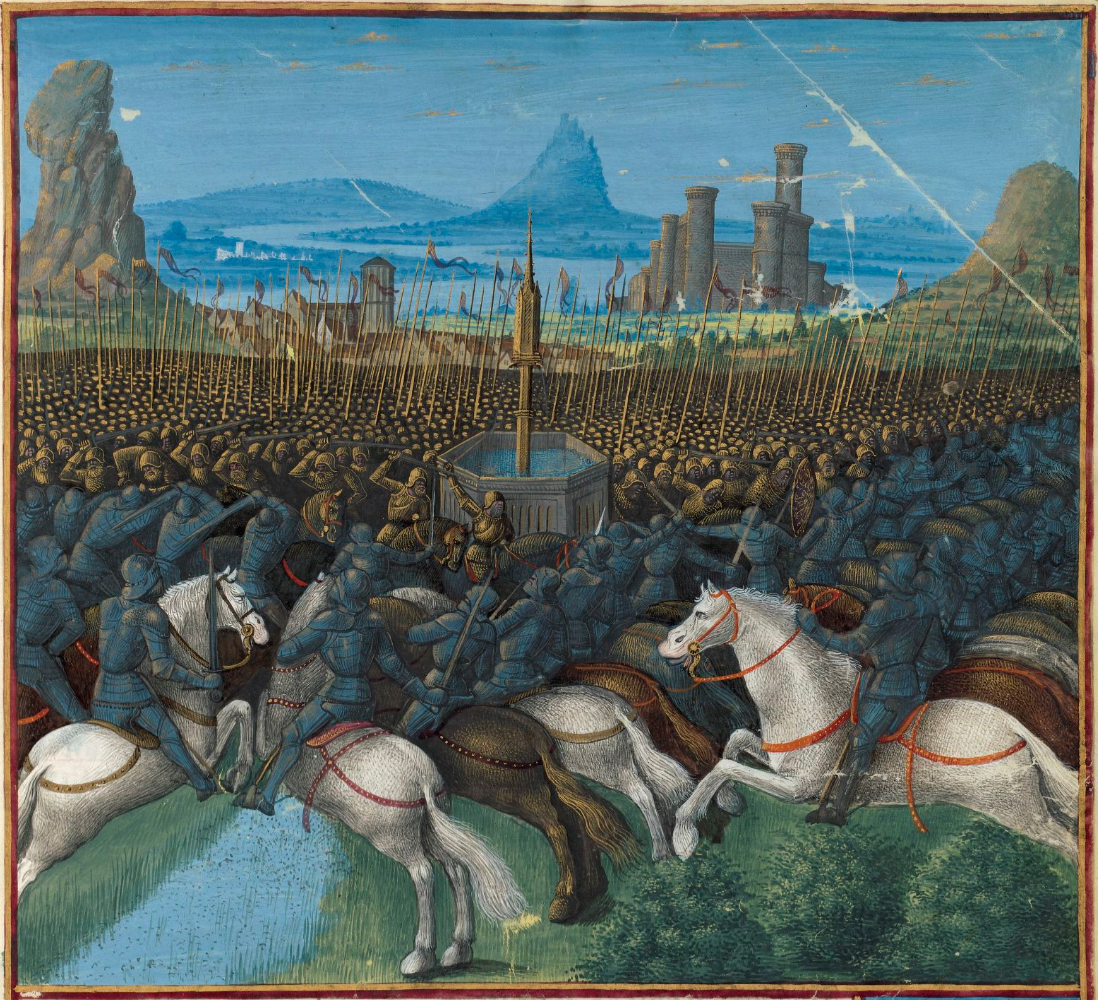
Bitva u Cressonských pramenů, Jean Colombe, ilustrace ze středověkého rukopisu kolem roku 1474

Saladin zatím přijal posily z Egypta a zahájil útoky na Zajordánsko, které, až na samotné hrady Kerak a Krak de Montréal, obsadil. Saladinův synovec Taki ad-Dín od Palestiny odřízl Antiochijské knížectví a Saladinovo námořnictvo pod velením hajiba Husáma ad-Dína Lulu zablokovalo námořní cesty mezi Palestinou a křesťanskou Evropou.
Guy de Lusignan vyhlásil všeobecnou mobilizaci do Seforie, severně od Nazaretu. Sešli se zde všichni baroni království se svými vojsky. Přidal se i Raimond, který dostal strach z pomsty svých křesťanských druhů za svou zradu. Zatímco se křižáci formovali, Saladin oblehl Tiberiadu, kterou hájila Raimondova manželka Echiva. Křižáci zaujali obranné postavení u Seforie, odkud se je Saladin snažil vylákat, leč bezúspěšně. Rozhodl se proto pro lest: menší skupina obléhala tiberiadskou citadelu, což mělo vylákat křižáky, aby vytáhli Tiberiadě na pomoc, zatímco hlavní skupina Saladinových vojsk měla v poušti na křižáky udeřit. Saladin nechal schválně projít posla z Tiberiady, aby se dostal ke křižáckému vojsku v Seforii. 2. července se křižáčtí velitelé, kterým se volání o pomoc z Tiberiady doneslo, sešli, aby se poradili na dalším postupu. Raimond z Tripolisu chtěl, aby křižáci zůstali na svém místě, neboť tam měli výhodnou pozici pro boj. Jeho odpůrci, Renaud de Châtillon a Gérard de Ridefort, ho obvinili ze zbabělosti a argumentovali, že i kdyby byl Saladin donucen k ústupu, jistě by se později vrátil a Jeruzalémské království by neustále žilo ve strachu z jeho návratu. Armáda, jakou nyní disponoval jeruzalémský král, byla největší, jakou se kdy jeruzalémským křižákům podařilo postavit; vydaly se na ní obrovské náklady, které by si království nemohlo dovolit vynakládat pokaždé, kdykoliv by se Saladin objevil. Velmoži zpočátku dali za pravdu Raimondovi, ale velmistr templářů večer zašel za králem Guyem k soukromému rozhovoru a naléhal na něho, aby změnil své rozhodnutí a dal rozkaz k pochodu. Pokud by tak král neučinil, Gérard hrozil, že templáři opustí jeruzalémské vojsko. Guy, pošetilý slaboch bez vlastního názoru se nechal Gérardem přesvědčit. Překvapení velmoži ráno proti králově příkazu protestovali, Guy de Lusignan je ale okřikl:
| „                                | Nemáte se mě co ptát, na čí radu tak činím. Přeji si, abyste nasedli na koně a připravili se k tažení na Tiberiadu! | “ |
| — líčení podle Kroniky Heraklovy | |   |

## Armády

### Saladinova armáda

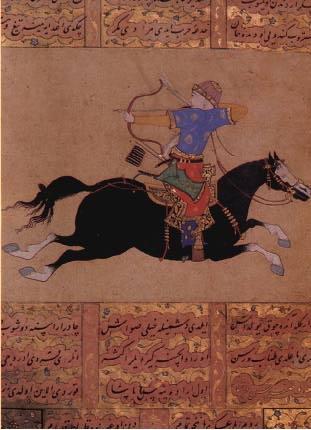
Saracénský jízdní lučištník ze středověké turecké kroniky

Saladinova armáda byla značně kosmopolitní a odrážela etnické složení jeho muslimské říše, v boji se proto jednotliví vojáci z různých zemí dali rozlišit podle svého vzhledu: Turci a Kurdové chodili zarostlí plnovousem a nosili žlutou čepici, tzv. kalawtu, beduíni se dali poznat podle své vyholené hlavy, Arabové nosili knír či plnovous a Egypťané byli zpravidla oholení. Jádro Saladinovy armády, kterou využívali i další pozdější členové jeho rodu (z toho termín ajjúbovská armáda) tvořili mamlúkové, kteří byli národností především Kurdové, ale i muslimští Arméni, Řekové a Rusové. Mamlúkové tvořili především těžkou jízdu a oddíly jízdních lučištníků. Ti byli v boji vyzbrojeni kopími, luky a meči. Lehkou jízdu tvořili Berbeři a arabští beduíni vyzbrojení nejčastěji luky, řidčeji užívali kuše.
Pěchota, vycházející z fátimovského vzoru, se dělila na těžké pěšáky (většinou arménští žoldnéři), kteří byli navlečení ve zbroji řeckého či byzantského vzoru a ozbrojení dlouhým kopím a štítem, pěší lučištníky a kušníky verbované především z núbijských, etiopských a súdánských černochů, obsluhy obléhacích strojů a tzv. „naffatíny“ (vrhači ohně), což byli vojáci vyzbrojení naftovými granáty. Vládcové Egypta se, již od éry faraonů, vyvarovali najímání rodilých Egypťanů jako bojovníků, protože byli většinou příliš malé a slabé postavy a byli by proto v souboji s nepřátelským vojákem v nevýhodě. Egypťané proto v armádě většinou sloužili jako vojenští inženýři a obsluhy obléhacích strojů.
Na rozdíl od křesťanských rytířských vojevůdců, muslimští velitelé neměli ve zvyku bojovat se svými vojáky v první linii a veleli proto ze zápolí.

### Jeruzalémské vojsko

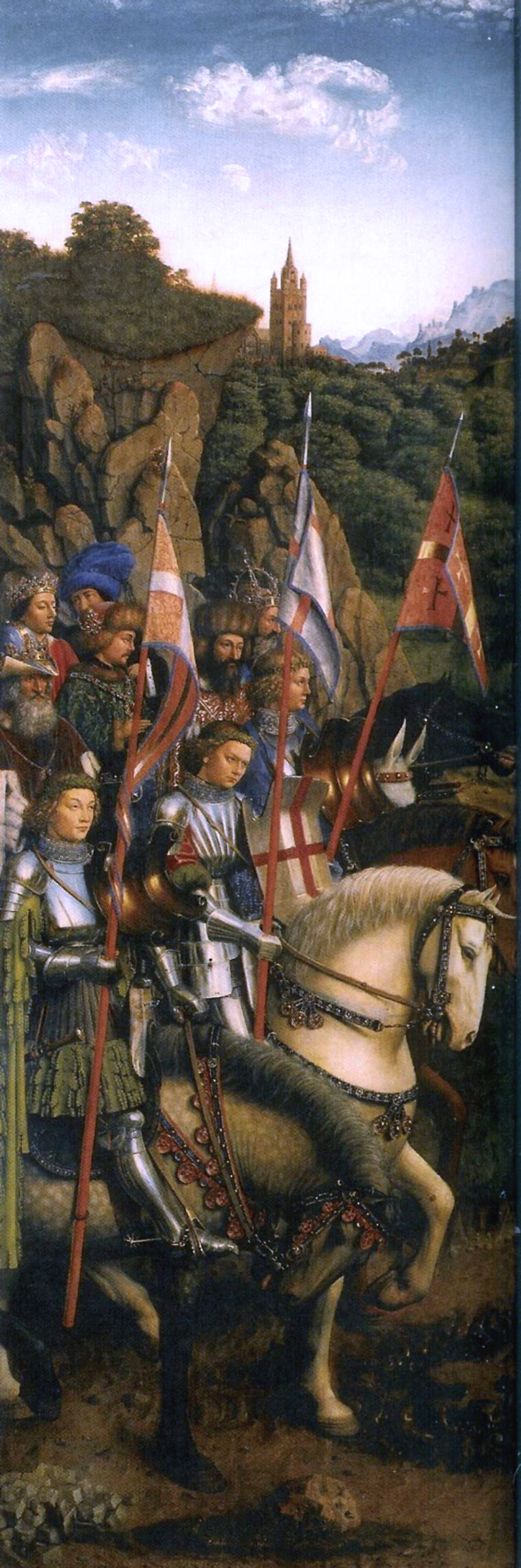
Jan van Eyck: Rytíři Kristovi

Jádro křižácké armády tvořila těžká jízda – rytíři na koních. Zejména po roce 1140 byli významnou složkou jeruzalémských vojsk řádoví rytíři – templáři a johanité. Řádoví rytíři byli elitními jednotkami své doby a zejména templáři měli, pro své bojové schopnosti a zanícenou nesmiřitelnost vůči islámu, mezi muslimy velice špatnou pověst, a dostali-li se do zajetí, měli od muslimů vždy na výběr buď konverzi (na což však přistoupil jen málokterý) nebo smrt.
V křižáckém vojsku kromě rytířů se vyskytovali i neurození seržanti, jezdci, kteří bojovali jako rytíři. Seržanti však měli méně kvalitní zbroj než urození rytíři, často kořistní. Ve feudálních oddílech se seržanti příliš nevyskytovali, zato často sloužili v armádách rytířských řádů. V rytířských řádech seržanty tvořili neurození bratři sloužící, kteří stáli na nižším stupni žebříčku než řádoví rytíři. Lehké jezdecké oddíly tvořili arabští žoldnéři ze Sýrie, takzvaní Turkopolové – synové Turků. Turkopolové byli obvykle míšenci mezi Evropany a Orientálci, vyznáním křesťané i muslimové, či příslušníci původního palestinského křesťanského obyvatelstva, zejména maronitů, kteří navázali velmi dobré vztahy se západními Franky a běžně sloužili v jeruzalémském vojsku. Oddíly Turkopolů ovládaly tureckou taktiku nájezdů útok-ústup, rovněž sloužily jako průzkumníci.
Pěchotu tvořili neurození žoldnéři evropského původu. Tu verboval buď přímo král, nebo jeho vazalové. Do armády byly povolány jak značné části posádek křižáckých hradů i měst, tak byli odvedeni i evropští poutníci, kteří se v té době nacházeli v Palestině. Pěšák, podobně jako u Saladina, byl ozbrojen kopím a jako sekundární zbraní mečem nebo sekerou. Střelecké jednotky se skládaly téměř výhradně z kušiníků – profesionálních italských žoldnéřů z Janova nebo Vlámska. Jelikož luk Evropané považovali spíše za loveckou zbraň, většina Franků usazených v Palestině s ním zacházet neuměla. Ke shromáždění tak velkého vojska bylo zapotřebí obrovské sumy peněz a křižákům proto velmi pomohl finanční dar od anglického krále Jindřicha II., který peníze poslal jako pokání za umučení arcibiskupa Tomáše Becketa. Nejvyšším velitelem vojska byl jeruzalémský král, kterému přímo podléhal velitel Turkopolů a ostatní vůdci. De facto však, dle francouzského vzoru, vojsku velel královský konetábl Amaury de Lusignan.

## Pochod na Tiberiadu
Křižáci vyrazili ze Seforie 3. července ještě před rozbřeskem, kdy ještě nenastala polední vedra. Vůdcové předpokládali, že se k vodě u Genezaretského jezera dostanou dříve, než spotřebují malé zásoby, které s sebou měli. Malá zásobovací karavana postupující s vojskem vezla především stany pro rytíře a rezervní výzbroj. Křižáci měli před sebou kolem 25 kilometrů cesty. Ve vojsku byli přítomni i mnozí přední biskupové, ale ten nejvyšší z nich – jeruzalémský patriarcha Heraklios – pod záminkou nemoci zůstal v Jeruzalémě. Místo něho nesl posvátnou relikvii Pravý kříž, který byl zástavou jeruzalémského vojska, biskup z Akkonu.

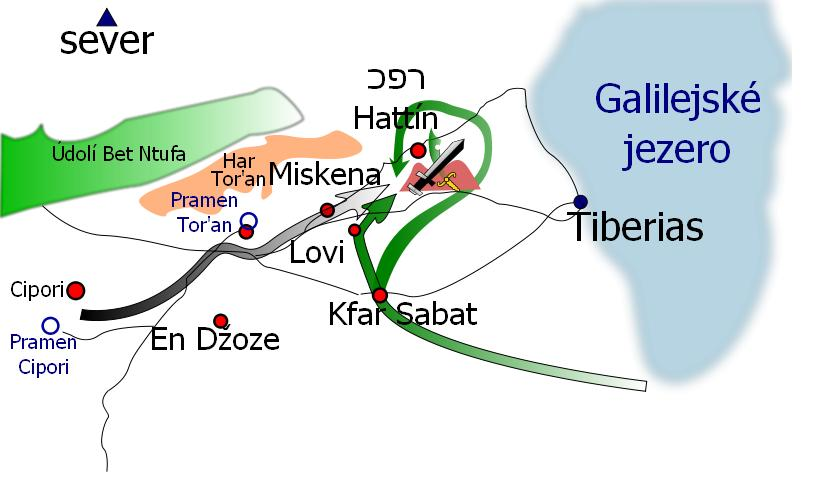
Mapa tažení a bitvy

Vojsko se nacházelo na území hrabství Tripoliského, takže byl předvoj tvořen dle feudální etiky kontingentem Raimonda z Tripolisu. Vepředu ještě postupoval malý oddíl z Antiochie pod velením prince Raimonda z Antiochie, syna knížete Bohemunda, který porušil neutralitu, kterou vyhlásil pro Antiochijské knížectví jeho otec a přišel Jeruzalémskému království na pomoc. Následovala hlavní kolona, kterou vedl Guy de Lusignan. Zadnímu voji veleli Balian z Ibelinu a Renaud de Châtillon spolu s velmistrem templářů Gérardem de Ridefort a mužem, jenž po smrti Rogera des Moulins vedl kontingent johanitů.
Jakmile křižákům Seforie zmizela z dohledu, objevili se Saladinovi jízdní lučištníci a začali z dálky ostřelovat křižácké vojsko, soustředili se přitom na zadní voj a ustupovali rychleji, než rytíři mohli vyrazit za nimi. Saracéni obsadili pahorky kolem údolí, kudy křižáci museli projít. Levému křídlu muslimů velel atabeg Muzaffa ad-Dín Gökböri, pravému Saladinův synovec Taki ad-Dín a samotný Saladin velel středu. Křižáci byli donuceni postupovat v bojovém šiku a být neustále ve střehu, což velmi zpomalilo jejich postup. Dobrovolní muslimští bojovníci, mutávijové, jezdili po levém boku křižáckého vojska a zapalovali křoviny, aby kouř vanul na křižácké oddíly. To se jim dařilo, občasné závany kouře zahalily celý křižácký oddíl a rytíři s pěšáky do sebe začali zmateně narážet. Guy vojsko nasměroval na sever, k pramenům u hory Turan, kam křižáci dorazili ještě před polednem a která ležela 10 kilometrů od Seforie.
Od Tiberiady bylo vojsko stále vzdálené ještě 15 kilometrů. Proto se po půldenním pochodu nikdo nepokoušel opustit tento jistý vodní zdroj a hledat ještě tento den jiný cíl, navíc hrozba neustálých Saladinových útoků byla příliš velkým rizikem. Přesto pozdě odpoledne Guy vydal rozkaz k dalšímu pochodu na Tiberiadu. Armáda se proto, na radu Raimonda z Tripolisu, táhla na severovýchod, k hoře Hattín, poblíž které byly další prameny vody. Vojsko pochodovalo celé odpoledne, až za soumraku dorazilo pod kopec se dvěma vrcholy – Hattínské rohy, ke vsi Nimrin, pár kilometrů od vesnice Hittín (v křižáckých pramenech Hattín). Saladin pochopil záměr křižáků a Taki ad-Dín jim zablokoval cestu k pramenům. Raimond z Tripolisu chtěl na muslimy okamžitě zaútočit a průchod k vodě si vynutit, ale Guy de Lusignan rozkázal rozbít na kopci tábor a bitvu odložit na druhý den.

## Bitva

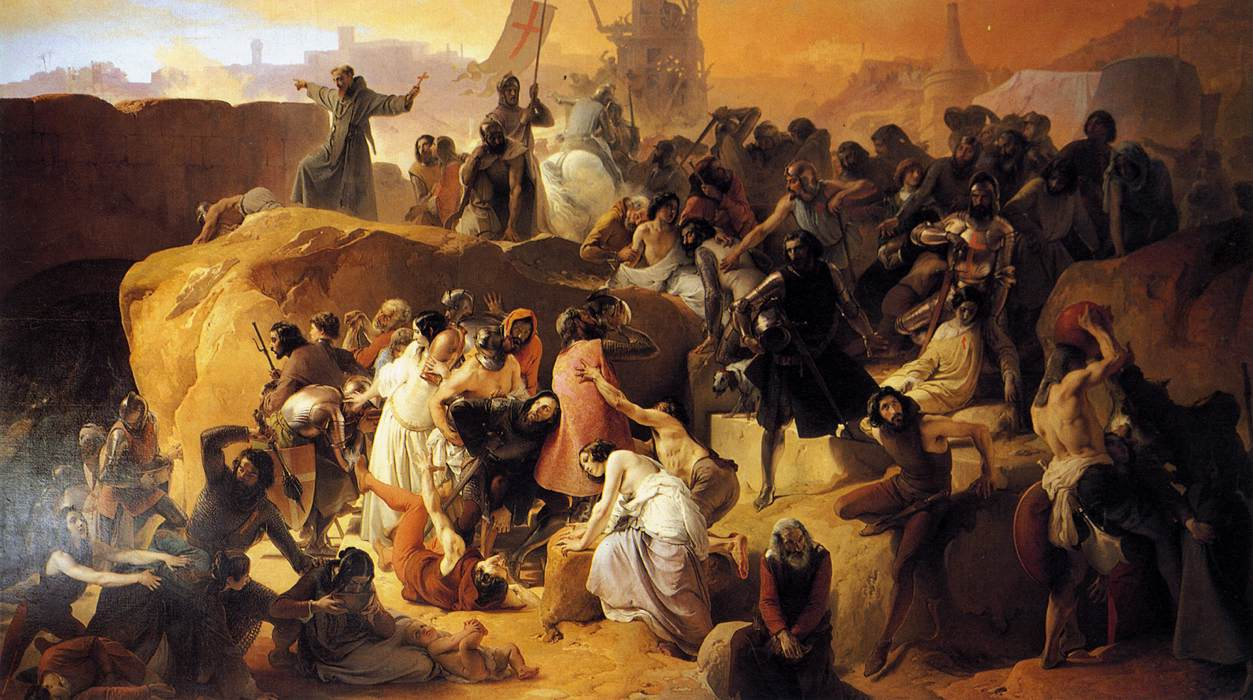
Křižáci obklíčení na hattínském kopci večer před bitvou (Salles des Croisades, Versailles)

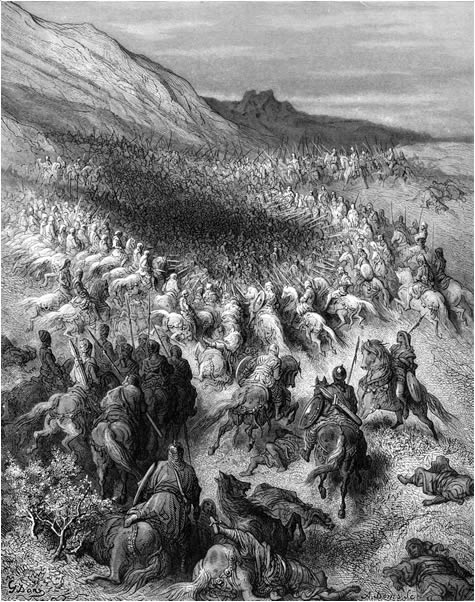
Gustave Doré: Bitva u Hattínu

Saladin vyslal dvě křídla svého vojska okolo křižácké armády, aby odřízla ústupovou cestu zpět do Turanu, čímž byli křižáci obklíčení. Křižáci navíc brzy zjistili, že hattínský pramen je vyschlý a druhý den ráno tak i to, že jsou obklíčeni – tady bez zásob vody, naděje na vysvobození, příchod čerstvých posil nebo zásobování. Muslimové podpalovali křoviny na svahu hory, aby kouř šel Evropanům do očí. Gérard a Renaud Guyovi doporučili zformovat linii a zaútočit na obléhatele. Saladin podnikl první útok na kopec, byl ale vyčerpanými křižáky odražen. Křižácká pěchota se sešikovala do čtverce s rytíři uprostřed, aby pěšáci chránili koně před šípy. Útok z kopce vedl Guyův bratr Amaury. První oddíl vedl spolu Raimondem z Antiochie Raimond III., zatímco Balian z Ibelinu a Joscelin z Edessy vedli zadní část. Pěchota spořádaně v šiku postupovala, za střelecké podpory kušiníků, z kopce, ale mamlúcké šípy a jízda rozbila řady a přeživší pěšáci a Turkopolové se stáhli zpátky pod ochranu rytířů. Morálka křižáků byla v troskách, pěšáci a seržanti se houfně vzdávali a rytíři Balduin de Fotina, Raukfuls Bructus a Laudoicus z Tabarie a ještě tři další zběhli k Saladinovi a vylíčili mu špatnou situaci v křižáckém táboře.
Rytíři však situaci zvládli a na levém křídle přešel do protiútoku Raimond z Tripolisu a na středu Renaud de Châtillon a Gérard de Ridefort s templáři. Útok vedený z kopce otřásl Saladinovým pravým křídlem a středem, křižákům se zde podařilo zabít i jednoho Saladinova emíra jménem Manguras. Během útoku se Raimondovy oddíly posunuly nejdále na východ. Tady podnikl další útok na Saladinovo pravé křídlo. Podle Heraklovy kroniky k tomuto útoku dostal přímý rozkaz od krále:
| „                         | Když král viděl nouzi a utrpení našich lidí a když také spatřil, že se pěší vojáci vzdávají Saracénům, poručil hraběti z Tripolisu, aby se na Saracény vrhl, neb bojiště leželo v jeho prostoru (...). A jakmile Saracéni viděli, že na ně útočí, uhnuli stranou a uvolnili mu cestu, jak je jejich zvykem a hrabě projel. Jakmile byl pryč, sevřeli Saracéni opět řady a vyrazili proti králi, který tam zůstal. | “ |
| — podle Kroniky Heraklovy | |   |

Není zcela jisté, z jakého důvodu Saladin nechal Raimonda odjet bez boje. Mohlo se jednat o přátelské gesto, neboť Raimond byl jedním z mála křižáckých baronů, jehož si muslimové vážili, nebo respekt k odvážnému útoku Raimondových rytířů, nebo Saladin chtěl u křižáků vyvolat další podezření z Raimondovy zrady. Rozhodně se však tímto krokem podařilo oslabit zbylé, kteří zůstali na bojišti. Když hrabě Raimond nechal za svými zády Hattínské rohy, zjistil, že má volnou jen cestu skrz údolí Vádí Hammam, směrem na Tripolis. Po Raimondovi se ještě podařilo probít Balianovi z Ibelinu, Reginaldovi ze Sidonu, Joscelinovi z Edessy a přibližně třem tisícům dalších křesťanů.
Guy přeskupil zbylé rytíře na koních, aby se také pokusil o průlom. Guyovi rytíři zaútočili a najednou zatlačili muslimy zpátky k úpatí, prorazit se jim ale nepodařilo a mamlúčtí jezdci je znovu zahnali na kopec. Ale křižáci se znovu vzchopili a výpad podnikli znovu, ale i tentokrát byli zatlačeni zpět. Koně rytířů nebyli chránění a bez účinné podpory pěchoty byli rytíři sestřelováni z koní arabskými lučištníky, jezdci tak byli donuceni sesednout a bojovat pěšky, čímž se pokus o průlom muslimských řad zhroutil. Jeden šíp také zabil akkonského biskupa nesoucího Pravý kříž. Kříž pozvedl biskup z Lyddy, vzápětí však i s relikvií padl do zajetí vojáků Taki ad-Dína. Ztráta kříže byla tvrdou ranou pro morálku vzdorujících křižáků. Nakonec zbylo asi 150 rytířů, kteří zaujali kruhovou obranu kolem červeného královského stanu na vrcholu jednoho z rohů. Kurdští jezdci se na ně vrhali vlnu za vlnou, ale křižáci kladli velice tuhý odpor. Nakonec ale muslimové prorazili a vtrhli do královského stanu. Tady našli krále Guy de Lusignana, přední barony království i rytíře, kteří byli tak vysílení, že se většinou ani neudrželi na nohou. Křižáci tak bitvu definitivně prohráli.
| „                  | Mrtví byli roztroušeni všude po kopcích a dolinách... Hattín byl k jejich mrtvolám lhostejný a vůně vítězství byla prodchnuta jejich zápachem... | “ |
| — arabský kronikář | |   |

## Důsledky

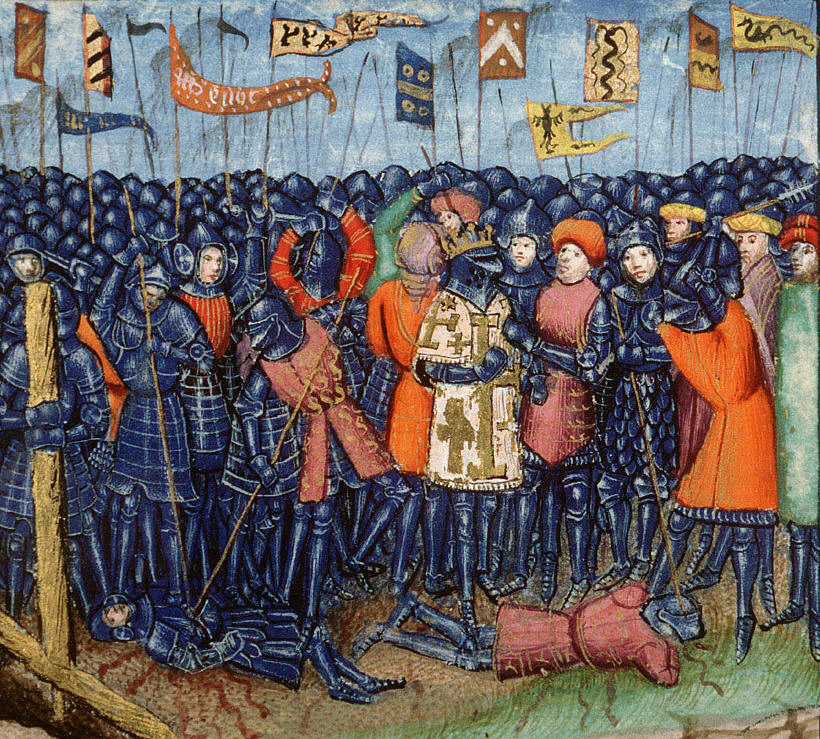
Saladin a Guy de Lusignan po bitvě (iluminace z 15. století)

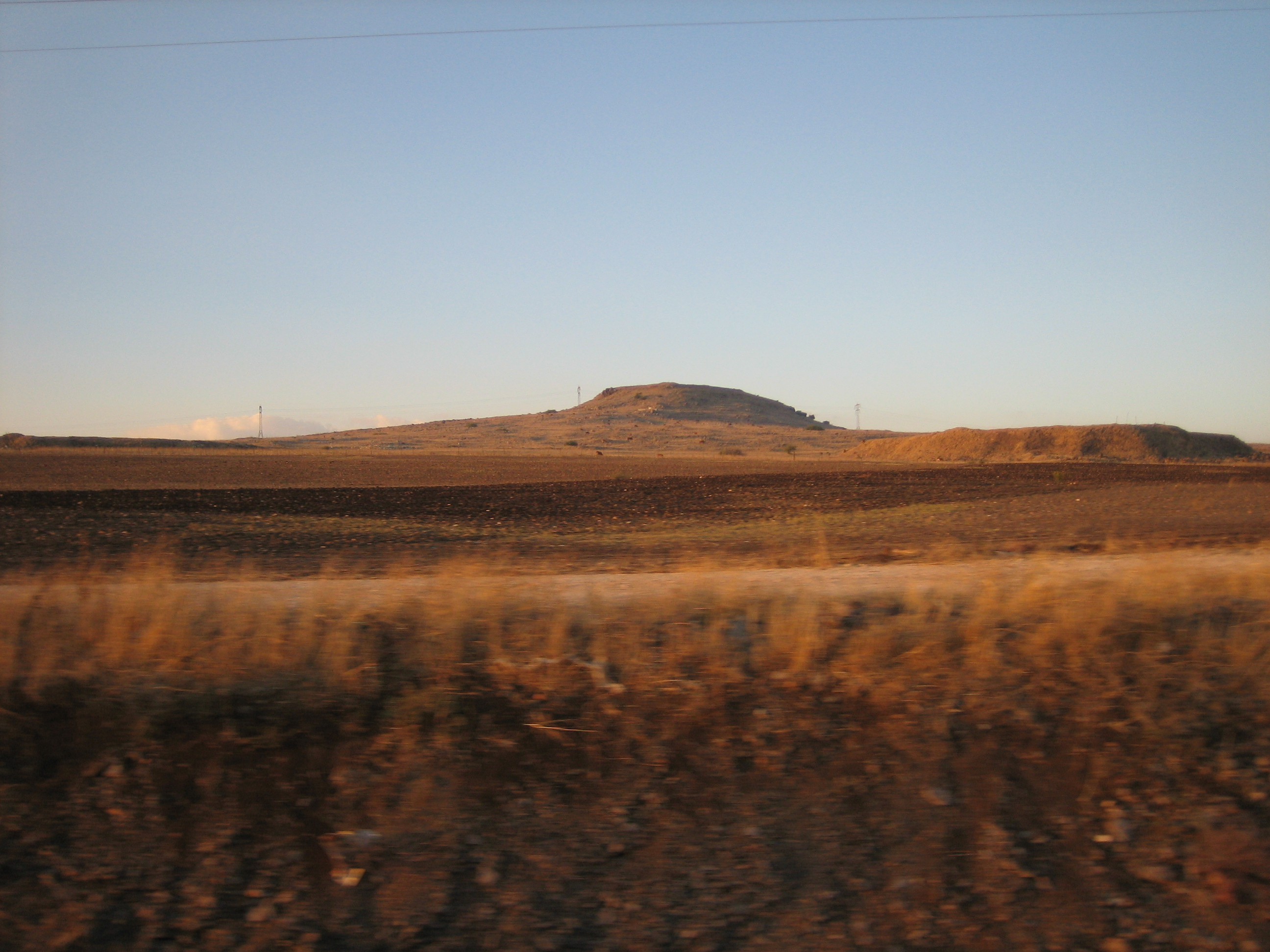
Bitevní pole u Hattínských rohů v současnosti

Do Saladinova zajetí se dostal sám král Guy, jeho bratr Amaury, Renaud de Châtillon a jeho nevlastní syn Onfroy, velmistr Gérard de Ridefort a baroni, jako Plivain z Botronu, Hugo Embriaco z Gibeletu, Vilém V. z Montferratu, či mnozí náboženští vůdci, jako biskup Hugo z Jabaly a mnozí další. Vyčerpaní zajatci byli přivedeni do Saladinova stanu, kde chtěl Saladin promluvit s nejvýznamnějšími ze zajatců.
| „                                                      | Saláh ad-Dín pozval krále, ať vedle něj usedne, a když pak vešel Arnat (Renaudovo jméno mezi Araby), dal mu stanout poblíž krále a připomněl mu jeho zlé skutky: ‚Kolikrát jsi přísahal a pak přísahy pošlapal, kolikrát jsi stvrdil smlouvy, které jsi nedodržoval!‘ Arnat mu odpověděl skrze tlumočníka: ‚Tak se vždycky chovali všichni králové. Nic víc jsem neudělal.‘ Po ten čas Guy sotva popadal žízní dech a hlava se mu kývala, jako by byl opilý, a jeho tvář prozrazovala veliký úděs. Saláh ad-Dín k němu promluvil uklidňujícími slovy a nechal přinést ledovou vodu, kterou mu nabídl. | “ |
| — Líčení Imáda ad-Dína al-Asfaháního, Saladinova rádce | |   |

V arabské tradici podělení se o vodu se zajatcem znamenalo darovat mu život. Král Guy se napil a poté zbytek vody v poháru podal Renaudovi, který učinil totéž. Saladin poté hněvivě upozornil Guye, že voda byla nabídnuta jemu jako králi a nikoliv Renaudovi, proto se vůči Renaudovi Saladin necítil povinován svou velkorysostí. Následně Saladin opustil stan, aby věnoval pozornost svým vojákům. Když se později odpoledne opět vrátil do svého stanu, nechal si přivést Renauda a svým mečem ho osobně připravil o hlavu. Guy, který byl tomu přítomen, rituál s nápojem nepochopil, padl proto na kolena a třásl se, neboť předpokládal, že teď je na řadě on. Saladin králi pokynul, aby povstal a ujistil ho, že on popraven nebude.

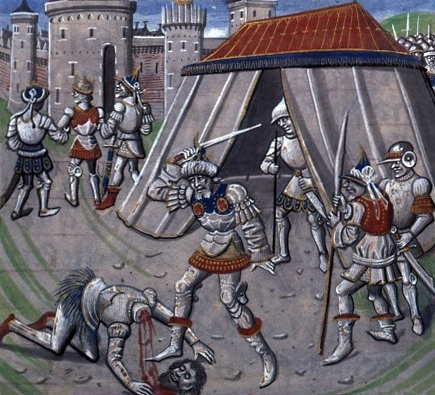
Stětí Renauda de Châtillon samotným Saladinem (miniatura Viléma z Tyru: Histoire d'Outre-Mer, 13. století)

Zajatci byli rozděleni na obyčejné vojáky, příslušníky rytířských řádů a barony. Řádoví rytíři také Saladinovu milost čekat nemohli, neboť Saladinovi bylo jasné, že tito elitní rytíři by proti němu bojovali znovu, pokud by byli propuštěni za výkupné. V pondělí, 6. července ráno, dostalo 230 zajatých řádových rytířů na výběr – konverzi k islámu nebo smrt. Pouze několik z nich zvolilo první možnost a zbytek byl postínán:
| „                                     | Každý (ze Saladinových vojáků) prosil, zda by nemohl zabít některého z nich, vytáhl meč a kasal si rukávy. Sultán seděl, přihlížeje s pobavenou tváří, zatímco nevěřící vrhali ponuré pohledy (...). Byli takoví, co sekali ostře a čistě a získali potlesk, takoví, kteří váhali a chybili a bylo jim prominuto, i tací, kteří vyvolali posměch... | “ |
| — Popis poprav v podání Imáda ad-Dína | |   |

Jedním z popravených rytířů z řádu johanitů Nicasius Sicilský byl později jako mučedník svatořečen. Pěšáci byli popraveni nebo prodáni do otroctví, zatímco všichni zajatí Turkopolové byli, jako zrádci víry, postínáni do jednoho. Pravý kříž byl poté obrácen vzhůru nohama a s ostatními vznešenými zajatci eskortován do Damašku. Tam měli být tak dlouho, dokud nezaplatí výkupné.
Žádná z bitev, kterou kdy křižáci v Levantě prohráli, neměla tak závažné důsledky jako tato. V jeruzalémském vojsku byly zastoupeny posádky téměř všech hradů a měst, vojsko bylo nyní zničené a Jeruzalémské království bylo bez ochrany. Saladin byl jen krok od jeho úplného zničení.

## Saladinovo vítězné tažení

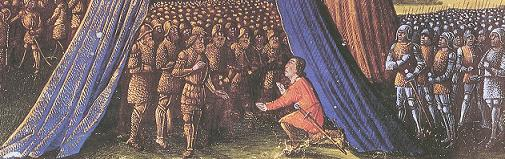
Balian z Ibelinu předává Jeruzalém Saladinovi, obrázek z roku 1490

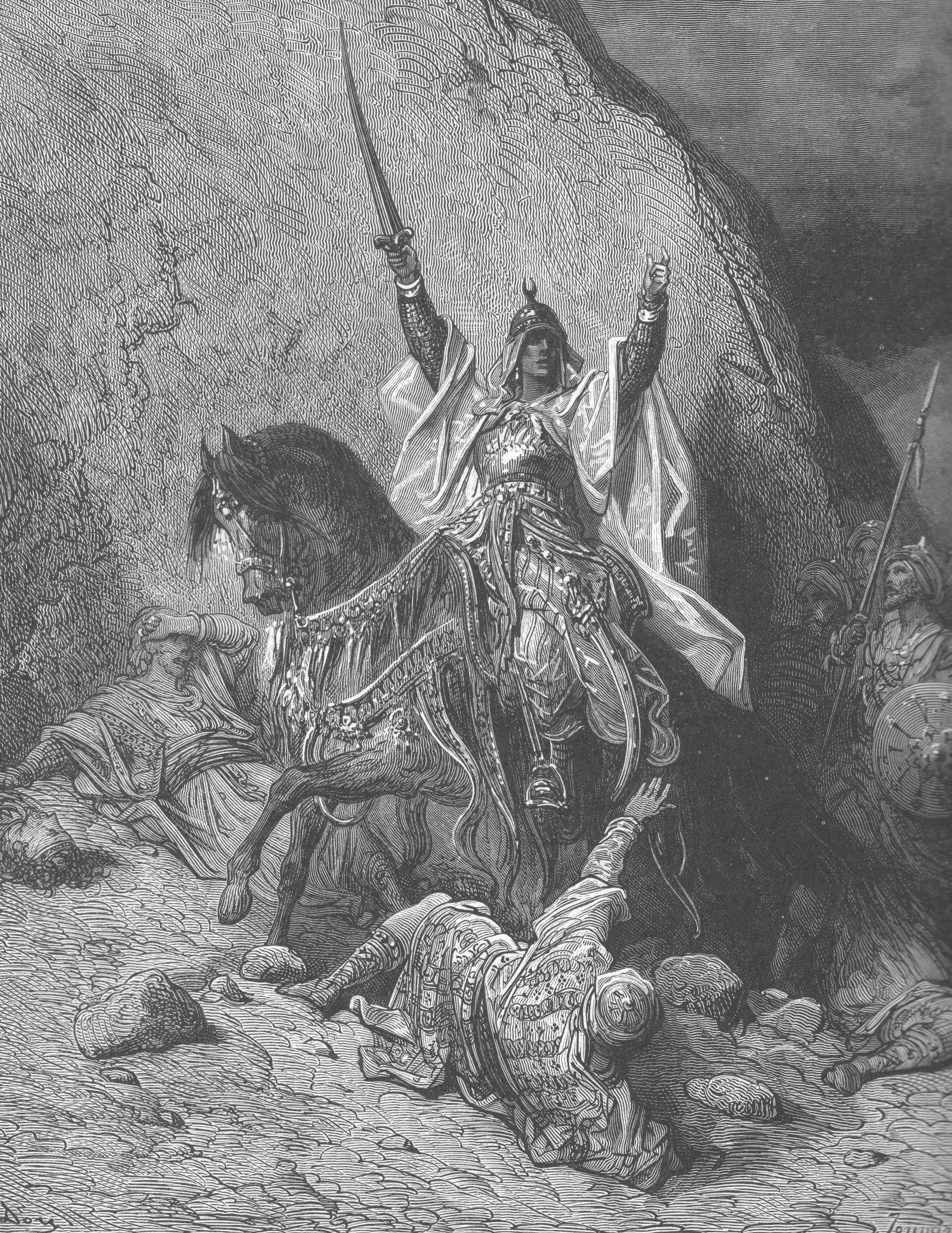
Gustave Doré: Vítězný Saladin

Ještě v neděli 5. července 1187, den po bitvě, Saladin odcestoval do šest mil vzdálené Tiberiady, a tady hraběnce Eschivě, která stále hájila městskou citadelu, navrhl podmínky kapitulace. Hraběnka směla i s rodinou, služebnictvem a majetkem odjet za Raimondem III. do Tripolisu. Sám Raimond později na zánět pohrudnice v roce 1187 zemřel.
V polovině září roku 1187 měl již Saladin ve své moci Akkon, Nábulus, Jaffu, Toron, Sidon, Bejrút i Askalon, padly i hrady Krak de Moab, Belvoir nebo Krak de Montréal. Většina palestinských měst se vzdala bez boje či kladla jen minimální odpor. Přístav Tyros, kam se uchýlila většina zbylých jeruzalémských baronů a jejich armád a několikrát odolal Saladinově útoku, byl uhájen díky dobře načasovanému příjezdu italského dobrodruha Konráda z Montferratu. Samotné hlavní město Jeruzalém hájila královna Sibylla, patriarcha Heraklios a Balian z Ibelinu, který následně 2. října 1187 vydal město Saladinovi.
Zprávu o katastrofální porážce u Hattínu přinesl do Evropy Joscius, arcibiskup z Tyru, a spolu s ním i mnoho poutníků a jiných uprchlíků. Papež Řehoř VIII. 29. října 1187 vydal bulu Audita tremendi, kterou vyhlásil třetí křížovou výpravu. Křížové výpravy se, kromě jiných menších kontingentů, účastnily oddíly anglického krále Richarda Lví srdce, francouzského krále Filipa II. Augusta a římsko-německého císaře Friedricha Barbarossy. Angličané a Francouzi sice nedokázali dobýt Jeruzalém nazpět, ale zabránili úplnému zničení křižáckých držav, které se tak v Palestině udržely dalších sto let.

## Legendy a fikce
Říká se, že papež Urban III. tehdy nad ztrátou Jeruzaléma zemřel žalem. Je však pravděpodobné, že zemřel ještě předtím, než se to vůbec stihl dozvědět.
Bitva i její pozadí byly ztvárněny v románu The Brethren Sira Henryho Rider Haggarda. Ačkoliv bitva samotná nebyla přímo ukázána, tak události po ní, včetně popravy Renauda de Châtillon a následné obléhání Jeruzaléma, byly vylíčeny v hollywoodském historickém velkofilmu z roku 2005 Království nebeské. Příčiny, průběh i následky bitvy byly vylíčeny na tematickém albu Hattin německé metalové skupiny Crystallion.